# Фриц Заукел
Ернст Фридрих Кристоф „Фриц” Заукел (Хасфурт, 27. октобар 1894 — Нирнберг, 16. октобар 1946) је био нацистички званичник, осуђен на Нирнбершком процесу као одговоран за смрт и поробљавање милиона људи.
Био је задужен за нацистички програм експлоатације радне снаге. То радно место обезбедио му је Алберт Шпер. Након капитулације Немачке, ухапшен је и суђено му је у Нирнбергу. Осуђен је на смрт и погубљен вешањем. Последње речи су му биле: Умирем невин, моја казна је неправедна. Бог чува Немачку.